# Mlýny v Loučkách (Odry)

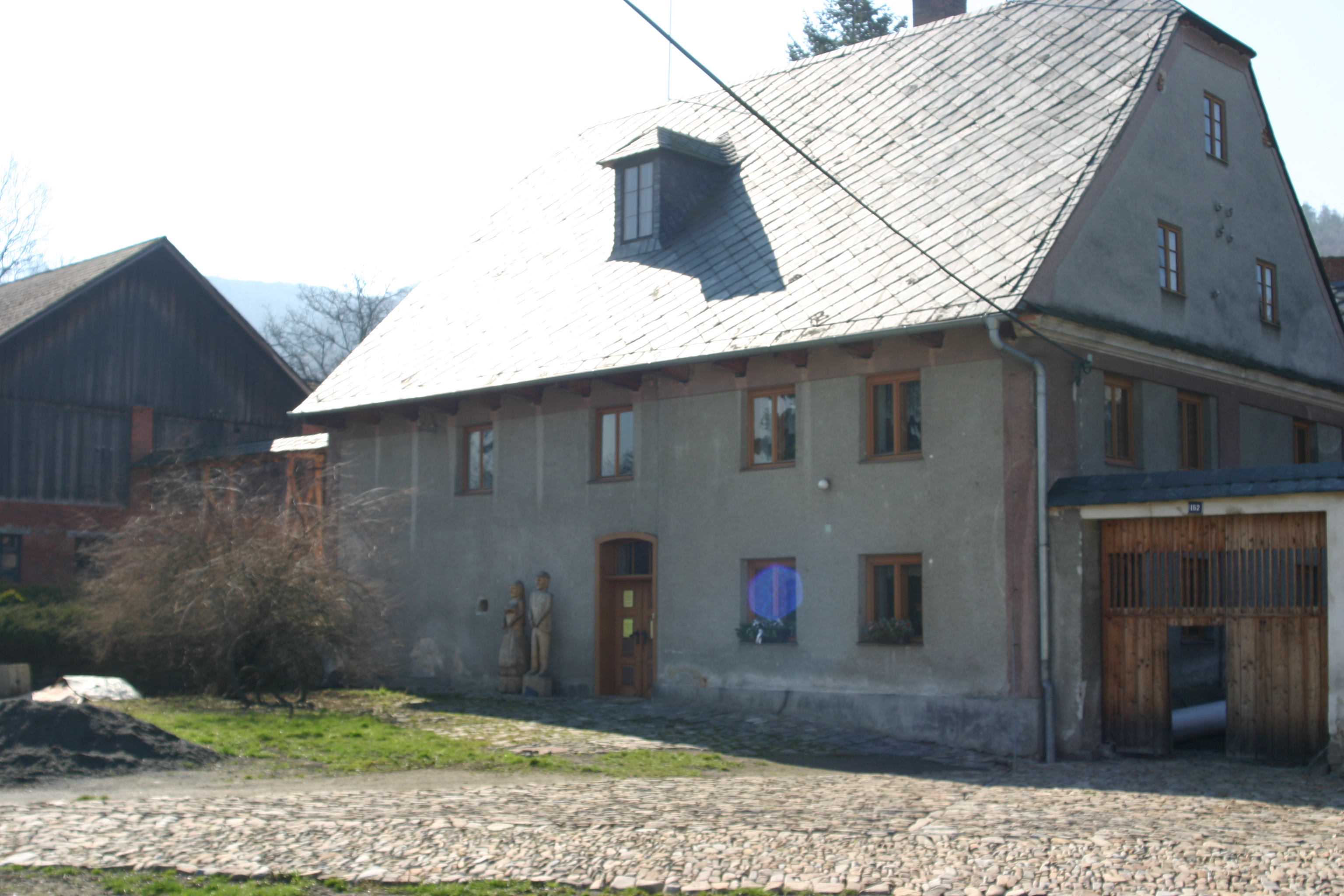
Loučky - vodní mlýn Wesselsky.

Loučky nad Odrou v okrese Nový Jičín měly dva vodní mlýny, oba na pravém břehu řeky Odry.
- vodní mlýn Wesselsky
- vodní mlýn – pila čp. 67

## Jednotlivé mlýny

### Vodní mlýn Wesselsky
Vodní mlýn čp. 152, Pazderův nebo také Wesselsky,  který byl v roce 1999 prohlášen kulturní památkou ČR. První písemná zmínka je z roku 1571. Mlýn měl tři vodní kola na horní vodu a tři složení. Rod Wesselských vlastnil mlýn od roku 1762. Po druhé světové válce v roce 1946 převzal mlýn Hubert Pazdera. Po jeho smrti v roce 1983 pečuje o mlýn jeho starší dcera Věra Králová se svým manželem.

### Vodní mlýn–pila čp. 67
V urbáři z roku 1650 je uvedena panská pila k řezání prken. Na Císařských povinných otiscích Stabilního katastru je pila zobrazena k roku 1833 jako spalná budova na pravém s číslem stavebního pozemku 101, u fasády domu na mlýnském náhonu vedeném od jezu na řece se nachází znázorněno mlýnské kolo. Ve třicátých letech 20. století pila patřila Adamu hraběti Potockému majiteli oderského panství. Z té doby se uvádí Francisova turbína a vodní kolo o průměru 2,15 m. Francisova turbína byla určena pro průtok 800 l/s výkon 12,95 kW. Dnes bývalá pila stojí, buď na parcele číslo 121 ku domu číslo popisné 202, či spíše na parcele číslo 122 jako budova bez čísla popisného i evidenčního.